# Gassan Abbas
Pour les articles homonymes, voir Abbas.
Ghassan Abbas (en arabe,  غسان عباس ; en hébreu,  גסאן עבאס ), né en 1957, est un acteur de théâtre, de cinéma et de télévision arabe israélien.  Il est né à Umm al-Fahm dans la région du Triangle et a étudié le théâtre à l'Université de Tel-Aviv. Il a participé à de nombreuses productions théâtrales et écrit et dirigé ses propres pièces de théâtre. Depuis 2001, il dirige le théâtre Diwan el Lajun à Ar'ara près d’Umm al-Fahm.

## Filmographie
Cinéma
- 2012 : Une bouteille à la mer de Thierry Binisti : Le patron du café à Gaza
- 2011 : Le Cochon de Gaza de Sylvain Estibal : Slim, le barbier ami de Jaafar
- 2002 : Ticket to Jerusalem de Rashid Masharawi : Jabber
- 1999 : La Voie lactée (Shvil Hahalav) d'Ali Nasser : Espion
- 1998 : Yom Yom d'Amos Gitaï : Nadim
- 1992 : Cup Final (Gmar Gavi'a) d'Eran Riklis :  Shukri

Télévision
- 2010 : Half a Ton of Bronze de Yiftach Chozev
- 1995-1997 : Tmunot Yafo'iyot (série télévisée) : Albert « la Bouteille » (comme Rassan Abbas)
- 1985 : Ha-Mis'ada Hagdola (Le grand restaurant, série télévisée) : Abdu

## Théâtre (partiel)
- 2010 : A Railway to Damascus (en français : Une voie ferrée vers Damas) de Hillel Mittelpunkt, mise en scène d’Ilan Ronen, Habima, Tel Aviv : Fathi[1],[2]
- 2007 : Hebron de Tamir Grinberg, mise en scène d’Oded Kotler, coproduction Habima-Cameri Theatre, Tel Aviv : Ahmed, le marchand de pierres[3]
- 1982 : Them (Eux), de Joseph Chaikin, Miriam Kainy et Riad Masarwi, Théâtre de Neve Tzedek (quartier de Tel Aviv, avec Salwa Nakkara et Mohammed Bakri), autour de la guerre du Liban[4],[5]